# Irish Draught Horse
Das Irish Draught Horse oder auch Irisches Zugpferd (irisch capall tarraingthe Éireannach) ist die klassische irische Pferderasse. Es handelt sich dabei um ein kräftiges, eher stämmiges Arbeitspferd. Die Rasse entstand vermutlich aus Connemara-Ponys, spanischen Pferden und altenglischem Warmblut.

## Eigenschaften
Das Irish Draught Horse erreicht ein Stockmaß von 153 bis 173 cm. Es hat ein stabiles Fundament, einen hohen Widerrist, feste Beine mit kräftigen Sehnen und Gelenken, große Hufe, einen langen Hals und einen ziemlich großen und wenig edlen Kopf. An Farben gibt es Braune, Füchse, Schimmel und eher selten Schecken. Es kommt als Arbeitspferd, Karossier und Reitpferd zum Einsatz.

## Ursprung
Schon sehr früh in der Zuchtgeschichte wurde einheimische Pferde der Irlands mit dem weit verbreiteten spanischen Pferd veredelt.
Größe und Charakter stammten von den schweren europäischen Pferden, meist französische und holländische, die bei der Invasion der Anglo-Normannen 1172 nach Irland gekommen waren. Diesen etwas groben Stuten wurde östliches und spanisches/andalusisches Blut zugeführt. Die Nachkommen wurden auf den kleinen  irischen Höfen für sämtliche landwirtschaftliche Arbeiten eingesetzt. die kalkhaltigen Weiden und das milde Klima brachten starkknochige, große Pferde mit viel Substanz hervor, und die jagdfreudigen Iren schätzten bei ihren Pferden darüber hinaus ihre unglaubliche Geschicklichkeit, auch schwieriges Gelände und schwere Hürden zu meistern. Die Kreuzung mit dem englischen Vollblut gab dem Pferd Adel, mehr Rahmen und Schnelligkeit, ohne dass die speziellen Eigenschaften des ursprünglichen Jagdpferdes dabei verlorengingen.